# Elfia
Elfia (dawniej Elf Fantasy Fair) - to impreza plenerowa, która od 2001 odbywa się w Haarzuilens koło Utrechtu w kwietniu każdego roku, a od 2009 we wrześniu także w Arcen w Holandii.

## Historia
Całe wydarzenie obraca się wokół tematu „Fantasy”. Na terenie zabytkowego parku lub zamku przez dwa do trzech dni odbywają się zajęcia i pokazy z fantastyki.
Podczas spotkań obecni są znani twórcy fantastyki, autorzy fantastyki czy aktorzy filmów fantasy oraz aktorzy rekonstrukcyjni. Wielu zwiedzających, zarówno dzieci, jak i dorosłych, przebiera się za postacie fantastyczne: postacie z filmów, książek lub stworzone przez siebie postacie. Kostiumy stanowią integralną część uroczystości, a za najbardziej fantastyczne przebrania przyznawane są nagrody. Chętni do rywalizacji na scenie głównej muszą się wcześniej zarejestrować. Jedną z tradycyjnych atrakcji wydarzenia jest bitwa w terenie między dwiema grupami.
Targi Elf Fantasy Fair odbyły się po raz pierwszy w 2001 w parku rozrywki Archeon w Alphen aan den Rijn. W 2002 i 2003  Elf Fantasy Fair odbyły się na terenie parku Kasteel de Haar w Haarzuilens. W 2004 ‘‘Elf Fantasy Fair‘‘ przeniósł się raz do dużego parku Keukenhof w Lisse, ale powrócił w 2005 na tereny Kasteel de Haar. Liczba odwiedzających wzrosła z czasem do 22500 odwiedzających.